# Phyllachora lungusaensis
Phyllachora lungusaensis är en svampart som beskrevs av Henn. 1904. Phyllachora lungusaensis ingår i släktet Phyllachora och familjen Phyllachoraceae.   Inga underarter finns listade i Catalogue of Life.